# Полёт ворона
«Полёт ворона» (исл. Hrafninn Flýgur) — исторический фильм исландского режиссёра Храбна Гюднлёйгссона, снятый в 1984 году. Первый из цикла фильмов о викингах.
Фильм является своеобразным ремейком фильмов «За пригоршню долларов» Серджо Леоне (1964) и «Телохранитель» Акиры Куросавы (1961).

## Сюжет
Времена норвежского конунга Харальда. Викинги нападают на Ирландию, убивают мужчин, а женщин берут в плен. Один из викингов, несмотря на приказ предводителя, оставляет в живых мальчика.
Мальчик вырастает и инкогнито приезжает в Исландию с целью отомстить (в фильме его называют Gestur — гость). Здесь ему удаётся стравить между собой кланы двух вождей викингов — побратимов Эрика и Тора. В результате между ними возникает кровавая распря. Тем временем гость убивает викингов одного за другим, но эти убийства каждый клан приписывает проискам другого.
В ужасе Эрик пытается бежать в Норвегию. Помимо этого он верит словам гостя о том, что конунг Харальд убит, а его отец стал ярлом. Однако сбежать он не успевает — люди Тора нападают на лагерь Эрика и уничтожают практически всех мужчин. Перед смертью викинг предупреждает Тора о том, что теперь гость займётся уничтожением его клана.
На следующий день Тор хоронит Эрика в соответствии с законами викингов в собственной гробнице, мотивируя это выполнением долга перед кровным братом. Тем временем родной брат Тора пытается в этой ситуации стать главой клана. А гость тем временем угоняет боевого коня, которого викинг собирается принести в жертву Одину. Вопросив идола, Тор решает, что бог требует большей жертвы — сына викинга от пленной ирландки, сестры гостя. Гость пытается договориться с сестрой, однако та в страхе за жизнь сына выдаёт брата своему мужу.
Гостя жестоко пытают, однако при помощи сестры ему удаётся бежать. Он прячется в гробнице Эрика. Тогда Тор пытается имитировать жертвоприношение сына, желая спровоцировать жену повторно выдать брата. Не выдержав, женщина повторно выдаёт брата. Однако тот уже успел подготовиться и убивает брата Тора, а затем и самого предводителя викингов.
Следуя завету своего отца, который учил его, что «кротость победит грубую силу» и «перо пересилит меч», гость закапывает своё оружие и кладёт сверху камень. Он уговаривает сестру уехать с ним и сыном в Ирландию, однако она отказывается ехать. Когда гость уезжает, сын Тора отодвигает камень и достаёт оружие…

## В ролях
- Якоб Тор Эйнарссон — гость (ирландец)
- Эдда Бьёргвинсдоттир — сестра гостя
- Эйидль Оулафссон — брат Тора
- Флоси Олафссон — Эрик
- Готти Сигурдарсон — Эйнар
- Хельги Скуласон — Тор
- Свеинн М. Эйдссон — стражник

## Награды
- Fantasporto
  - 1986 — номинация в категории «Лучший иностранный фантастический фильм»
- Guldbagge Awards
  - 1985 — приз за лучшую режиссёрскую работу

## Дополнительные факты
Фильм основан на реальных фактах похищения и обращения в рабство викингами жителей Ирландии.